# Шайлендра Шарма
Шайлендра Шарма (род. 10 июля 1957) — йогин и гуру крийя-йоги. Шайлендра написал комментарии к таким основополагающим философским и йогическим текстам, как «Бхагавад-гита», «Йога-сутры» Патанджали и «Шива-сутры» Васугупты, горакбодх, хатх йога прадипика.

## Биография[1]

### Юные годы и поиск гуру
Шайлендра Шарма родился 10 июля 1957 г. в городе Бхопал (Индия). После окончания колледжа (1978, диплом магистра в области политических наук), Шайлендра собирался поступать в добровольческую армию Индии. Однако в этот момент в его мировоззрении произошли серьёзные перемены. Они были вызваны непредвиденной смертью сразу нескольких его родственников. Эти события совпали с тем, что он прочитал книгу Парамахансы Йогананды «Автобиография йога». В итоге, Шайлендра отказался от службы и решил посвятить свою жизнь поиску ответа на вопрос, что такое смерть. Так начались его странствия по Индии в поисках гуру крийя-йоги. В 1982 г. он получил посвящение у Сатьячаран Лахири, внука Лахири Махасайя, которого, согласно традиции, обучил сам Махаватар Бабаджи.

### Гуру крийя-йоги
Через два года интенсивной практики йоги Шайлендра стал гуру и преемником Сатьячаран Лахири, и начал сам посвящать в ученики. В 1984 г. он первый раз вошёл в самадхи.
По рассказам Шайлендры, в 1988 г. к нему явился Махаватар Бабаджи и обучил его особым техникам крийя-йоги. Он описывает его следующим образом:
У Бабаджи очень стройная фигура. Он среднего роста — 5 футов 9 дюймов. Но выглядит очень сильным физически. Первый раз я увидел его 2 апреля 1988 года. Одет он был на бенгальский манер: в дхоти и рубашке. В белом дхоти и светло-кремовой рубашке. А спустя семь лет, ночью 21 декабря, скорее даже на утро 22 декабря, он вновь пришёл сюда. На нём была только белая ткань, обернутая вокруг бёдер. На теле у него не было волос — грудь и ноги были совершенно безволосы.
В 1992—1993 гг. Шайлендра Шарма написал комментарий к «Бхагавад-гите», «Йога-сутрам» Патанджали и «Шива-сутрам» Васугупты.

### Смашан
В 1993 г. Шайлендра Шарма поселился на шмашане около Говардханского холма. Он проживает там до сих пор, являясь опекуном шмашана и дворца, принадлежавших ранее династии махараджей.
Шамшан – это место кремации, где люди совершают последние ритуалы над человеческим телом, чтобы душа этого человека упокоилась с миром. Это священный ритуал среди индуистов, они называют его «ПОСЛЕДНИЙ РИТУАЛ».
Шайлендра Шарма совершил крайнее покаяние, чтобы начать поклоняться Шиве.
Поклонение Шиве именно на месте шамшана считалось весьма деликатной и священной практикой.
В Индии люди верят, что Шива — это божество, живущее на Шмашане, согласно Пуранам и Ведам санатанской мифологии, которой очень следуют индийские люди.

## Учение
Шайлендра Шарма — йогин, достигший реализации путём многолетней практики. Поэтому учение мастера крийя-йоги имеет практический аспект: совокупность пранаям и мудр, преподаваемая им ученикам, нацелена на выход человеческого разума за пределы тела; постижение им своей безмерности как единого Сознания, проявляющего себя во всем сущем. Начинаясь с телесного уровня (осознание физических ограничений является ключом к постижению безграничности сознания), практика крийи на высших этапах позволяет йогину достичь уровня Чистой Идеи, превыше слов и образов. При этом сознание более не нуждается в грубом (телесном) восприятии проявленного мира, поскольку испытывает единение с самим источником творения, бессмертным и всепорождающим. Тело, перестав быть ограничением сознанию, превращается в его творческий инструмент.

## Сочинения
- «Шримад Бхагавад Гита: Перевод и комментарии Гуруджи Шри Шайлендры Шармы»[5]
- «Йога Даршан: Перевод и комментарий Гуруджи Шри Шайлендры Шармы Йога-Сутр Патанджали»[6]
- «Шива-Сутры: Перевод и комментарий Гуруджи Шри Шайлендры Шармы»[7]
- «Путник»
- «Шипы и розы»[8]
- «По правую руку Бога»
- «Хатха Йога Прадипика. Руководство по Крия Йоге. Комментарии Шри Шайлендры Шармы»
- «Cумеречный язык Горакхботха »
- «Упанишада Бессмертия»